# HMS G5
HMS G5 – brytyjski okręt podwodny typu G. Zbudowany w latach 1914–1916 w Chatham Dockyard, Chatham. Okręt został wodowany 23 listopada 1915 roku i rozpoczął służbę w Royal Navy 17 stycznia 1916. 
W 1916 roku dowodzony przez Lt. Cdr Fitzroya H.D. Byrona okręt należał do Jedenastej Flotylli Okrętów Podwodnych (11th Submarine Flotilla) stacjonującej w Blyth. W 11 Flotylli okręt pozostał do końca wojny. Jego zadaniem podobnie jak pozostałych okrętów klasy G było patrolowanie akwenów Morza Północnego w poszukiwaniu i zwalczaniu niemieckich U-Bootów.
25 października 1922 roku został sprzedany firmie Cashmore z Newport.